# Vrbová nad Váhom
Vrbová nad Váhom és un poble i municipi d'Eslovàquia que es troba a la regió de Nitra, al sud-oest del país. La primera menció escrita de la vila es remunta al 1268.

## Demografia
| Godina             | 1994 | 2004   | 2014   | 2024   |
| ------------------ | ---- | ------ | ------ | ------ |
| Nombre de persones | 568  | 557    | 538    | 537    |
| Diferència         |      | −1,93% | −3,41% | −0,18% |

| Godina             | 2023 | 2024   |
| ------------------ | ---- | ------ |
| Nombre de persones | 539  | 537    |
| Diferència         |      | −0,37% |